# Егоров, Даниил Вячеславович
Дании́л Вячесла́вович Его́ров (род. 7 сентября 1975 года, Москва, РСФСР, СССР) — российский государственный деятель. Руководитель Федеральной налоговой службы Российской Федерации с 17 января 2020 года. Действительный государственный советник Российской Федерации 1-го класса.

## Биография

### Ранние годы
Даниил Вячеславович Егоров родился 7 сентября 1975 года в Москве. В 1998 году окончил Российский университет дружбы народов по специальности «Юриспруденция». Однокурсник Алексея Навального.

### Работа юристом
С 2000 года по 2001 год являлся членом комиссии Межрегиональной коллегии адвокатов помощи предприятиям и гражданам (не имея статуса адвоката). С 2001 года последовательно занимал должности юрисконсульта и начальника юридического отдела ЗАО «Энеко».

### Служба в налоговых органах
В конце 2001 года Егоров поменял работу в частном секторе на государственную гражданскую службу в налоговых органах. С 2001 года по 2003 год он занимал должность специалиста 1 категории, консультанта отдела обеспечения деятельности руководства Управления Министерства по налогам и сборам (предшественика Федеральной налоговой службы) России по Москве.
В 2003—2005 годах занимал должность начальника отдела информационного обеспечения, электронного ввода данных и камеральных проверок, затем — начальника отдела камеральных проверок Межрайонной инспекции Министерства по налогам и сборам России №44 по Москве.
В период с 2005 года по 2009 год Егоров служил в должности начальника отдела камеральных проверок, начальника отдела выездных проверок №2 Межрайонной инспекции Федеральной налоговой службы России №50 по Москве.
В 2009—2010 годах был заместителем начальника отдела контрольной работы Управления Федеральной налоговой службы России по Москве.
С 2010 года по 2011 год занимал должность начальника отдела рассмотрения споров с физическими лицами, начальника отдела рассмотрения споров с крупнейшими налогоплательщиками, заместителя начальника Управления и начальника Управления досудебного аудита Федеральной налоговой службы.
В 2011 году был назначен на должность заместителя руководителя Федеральной налоговой службы. На данном посту он координировал деятельность контрольного управления, управлений трансфертного ценообразования, камерального и оперативного контроля. Среди прочего курировал работу по анализу и систематизации применяемых налогоплательщиками способов уклонения от налогов, вопросы организации налогового контроля в ходе проведения налоговых проверок крупнейших налогоплательщиков, деятельность по выдаче специальных марок для маркировки табака и табачных изделий, производимых на территории Российской Федерации, вёл вопросы контроля и надзора за проведением лотерей.
Независимые журналистские расследования связывают Егорова с громкими делами по отмыванию капиталов, которые ассоциировались с многочисленными сомнительными финансовыми операциями при участии ФНС, осуществлявшимися структурами Удодова и Клюева.
В период нахождения Егорова в должности заместителя руководителя Федеральной налоговой службы ему был присвоен классный чин действительного государственного советника Российской Федерации 3 класса (Указ Президента РФ от 31.08.2012 года №1251), а затем — действительного государственного советника Российской Федерации 2 класса (Указ Президента РФ от 31.03.2014 года №185).

### Руководитель Федеральной налоговой службы
Распоряжением Правительства Российской Федерации от 17 января 2020 года №21-р Даниил Егоров назначен руководителем Федеральной налоговой службы. Стал первым юристом на данном посту.
Указом Президента Российской Федерации от 26 октября 2020 года №642 Егорову присвоен классный чин действительного государственного советника Российской Федерации 1 класса.

## Классные чины
- Действительный государственный советник Российской Федерации 3-го класса (2012)[11]
- Действительный государственный советник Российской Федерации 2-го класса (2014)[12][15]
- Действительный государственный советник Российской Федерации 1-го класса (2020)[4][16]

## Награды
- Медаль ордена «За заслуги перед Отечеством» II степени (2013)[17][18]
- Орден Почёта (2017)[19][20]

## Санкции
16 декабря 2022 года, внесен в санкционный список Евросоюза за поддержку и реализации политики, подрывающую территориальную целостность, суверенитет и независимость Украины

## Личная жизнь
Даниил Егоров женат и имеет троих детей.
Увлекается спортом — любит горные лыжи и сноуборд, свободно владеет английским языком, а также интересуется литературой и театром.

## Собственность и доходы
Согласно декларации о доходах, в 2018 году Даниил Егоров заработал 8,2 млн рублей, его супруга — также 8,2 млн рублей. В собственности семьи шесть квартир, самая большая из них площадью в 197 кв/м принадлежит супруге Егорова.
Доход за 2019 год — 44,9 млн рублей.